# Signal Hill (Terre-Neuve-et-Labrador)
Pour les articles homonymes, voir Signal Hill.
Signal Hill est une colline surplombant la ville de Saint-Jean de Terre-Neuve. En raison de sa position stratégique, elle est le siège de plusieurs fortifications qui se sont succédé depuis le XVIIe siècle. Il a été désigné lieu historique national du Canada en 1951.

## Histoire
Signal Hill est célèbre pour avoir été le lieu où Guglielmo Marconi reçut la première transmission sans fil transatlantique, le 12 décembre 1901, transmission émise en Morse depuis Poldhu, en Cornouailles, Royaume-Uni.

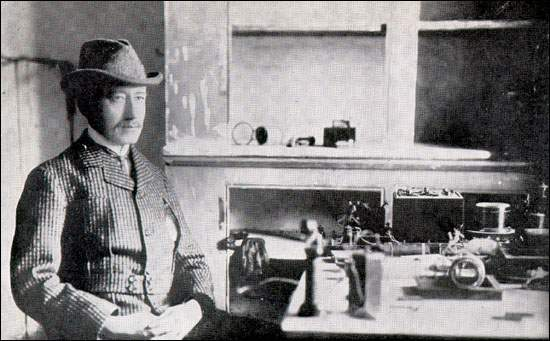
Marconi à Signal Hill en 1901